# Security Control of Air Traffic and Air Navigation Aids
Le Security Control of Air Traffic and Air Navigation Aids (SCATANA) est un plan d'urgence des États-Unis qui exige une action conjointe d'éléments pertinents du département de la Défense des États-Unis, de la Federal Aviation Administration (FAA) et de la Federal Communications Commission au nom de la sécurité nationale dans le but de réguler le trafic aérien et les systèmes d'aide à la navigation aérienne dans des conditions d'urgence,. Au moins deux versions existent, celle de juin 1971 et celle d'août 1975. Le plan implante des portions de la Federal Aviation Act de 1958, de la Communications Act de 1934 et l'ordre exécutif 11490 du 28 octobre 1969 (amendé par l'ordre exécutif 11921 le 11 juin 1976).

## Application le 11 septembre 2001
Le plan a été appliqué une seule fois en pratique depuis sa création. C'était néanmoins une version modifiée. Le 11 septembre 2001, un mot-code est diffusé sur toutes les fréquences radio des avions en vol au-dessus du territoire américain ordonnant que tous les aéronefs en vol se posent le plus rapidement possible. Cet ordre est émis à la suite des attentats du 11 septembre 2001. Le plan est toutefois appliqué partiellement  puisque le département de la Défense remet le contrôle de la circulation aérienne dans les mains de la FAA et autorise de façon explicite que tous les systèmes de radionavigation restent activés pour faciliter le suivi et les atterrissages de milliers d'avions qui se trouvent alors en vol au-dessus des États-Unis.
Plusieurs personnes auraient demandé l'application de SCATANA peu après les attentats. La 9/11 Commission juge que le mérite en revient à Ben Sliney qui a décidé de son application. À 9 h 42 le 11 septembre 2001, après que des salariés de la FAA ont appris que le vol American Airlines 77 s'est écrasé dans le Pentagone, Sliney « ordonne à tous les installations de la FAA d'instruire les aéronefs de se poser à l'aéroport le plus proche », (d'une longueur de piste suffisante).
Les exercices militaires connus sous le nom de Operation Sky Shield (en) ont temporairement interdit la circulation aérienne civile dans les années 1960.

## notes et références
(en) Cet article est partiellement ou en totalité issu de la page de Wikipédia en anglais intitulée « Security Control of Air Traffic and Air Navigation Aids » (voir la liste des auteurs).

### Citations originales
1. ↑  (en) « ordered all FAA facilities to instruct all aircraft to land at the nearest airport »